# オープンデータベースライセンス

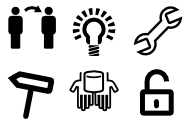
ODbLの要点をアイコンで表現したもの。

オープンデータベースライセンス（英語: Open Database License、ODbL）とは、ユーザーによる自由な共有、改変、他人と同じ自由を保持しながらデータベースを使用できるようにする継承ライセンス契約である。オープンナレッジ財団のオープンデータコモンズが開発した。
2012年9月にオープンストリートマップ(OSM)はクリエイティブ・コモンズライセンスからODbLにライセンスを移行した。